# فيسنتي بيانكي
فيسنتي بيانكي (بالإسبانية: Vicente Bianchi)‏ (و. 1920 – 2018 م) هو ملحن، وموزع (موسيقى)، وعازف بيانو تشيلي، يستخدم آلات بيانو، بدأ مشواره المهني سنة 1930، توفي عن عمر يناهز 98 عاماً.

## التعليم
تعلم في National Conservatory of Music ‏ (1929–1937)
.

## جوائز
حصل على جوائز منها:
- National Prize for Musical Arts (Chile) [الإنجليزية]‏ (2016)
- جائزة آبيس للمسيرة الفنية ‏ (2008)
- Chilean Prize of IANSA  [لغات أخرى]‏ (2004)
- وسام التدريس والاستحقاق الثقافي جابرييلا ميسترال  [لغات أخرى]‏ (2002)

## وصلات خارجية
- فيسنتي بيانكي على موقع IMDb (الإنجليزية)
- فيسنتي بيانكي على موقع ميوزك برينز (الإنجليزية)
- فيسنتي بيانكي على موقع ديسكوغز (الإنجليزية)
- فيسنتي بيانكي في قاعدة بيانات الأفلام على الإنترنت